# Reprezentacja Brytyjskich Wysp Dziewiczych w piłce nożnej mężczyzn
Reprezentacja Brytyjskich Wysp Dziewiczych w piłce nożnej – narodowa drużyna Brytyjskich Wysp Dziewiczych, brytyjskiej posiadłości na Karaibach. Jest pod kontrolą Federacji Piłki Nożnej Brytyjskich Wysp Dziewiczych (ang. "British Virgin Islands Football Association"), założoną w 1974, członkiem CONCACAF i FIFA została w 1996.
Nigdy nie zakwalifikowała się do finałów Mistrzostw Świata ani Złotego Pucharu CONCACAF. Trenerem reprezentacji jest John Reilly.
Reprezentacja Brytyjskich Wysp Dziewiczych zajmowała 18 maja 2011 28. miejsce w CONCACAF.

## Trenerzy
- Gary White (1998–1999)
- Gregory Grant (2000)
- William H. Moravek (2000–2001)
- Patrick Mitchell (2002)
- Michael Tulloch (2004)
- Ben Davies (2004)
- Patrick Mitchell (2008)
- Avondale Williams (2010–2017)
- John Reilly (od 2018)

## Udział wMistrzostwach Świata
- 1930 – 1998 – Nie brały udziału
- 2002 – 2022 – Nie zakwalifikowały się

## Udział wZłotym Pucharze CONCACAF
- 1991 – 1993 – Nie zakwalifikowały się
- 1996 – Wycofały się w trakcie kwalifikacji
- 1998 – 2005 – Nie zakwalifikowały się
- 2007 – Wycofały się w trakcie kwalifikacji
- 2009 – 2021 – Nie zakwalifikowały się

## Udział wPucharze Karaibów
- 1989 – 1994 – Nie zakwalifikowały się
- 1995 – 1996 – Nie brały udziału
- 1997 – 2017 – Nie zakwalifikowały się